# Население ЮАР

Плотность населения ЮАР
<1 чел./км²
1–3 чел./км²
3–10 чел./км²
10–30 чел./км²
30–100 чел./км²
100–300 чел./км²
300–1000 чел./км²
1000–3000 чел./км²
>3000 чел./км²

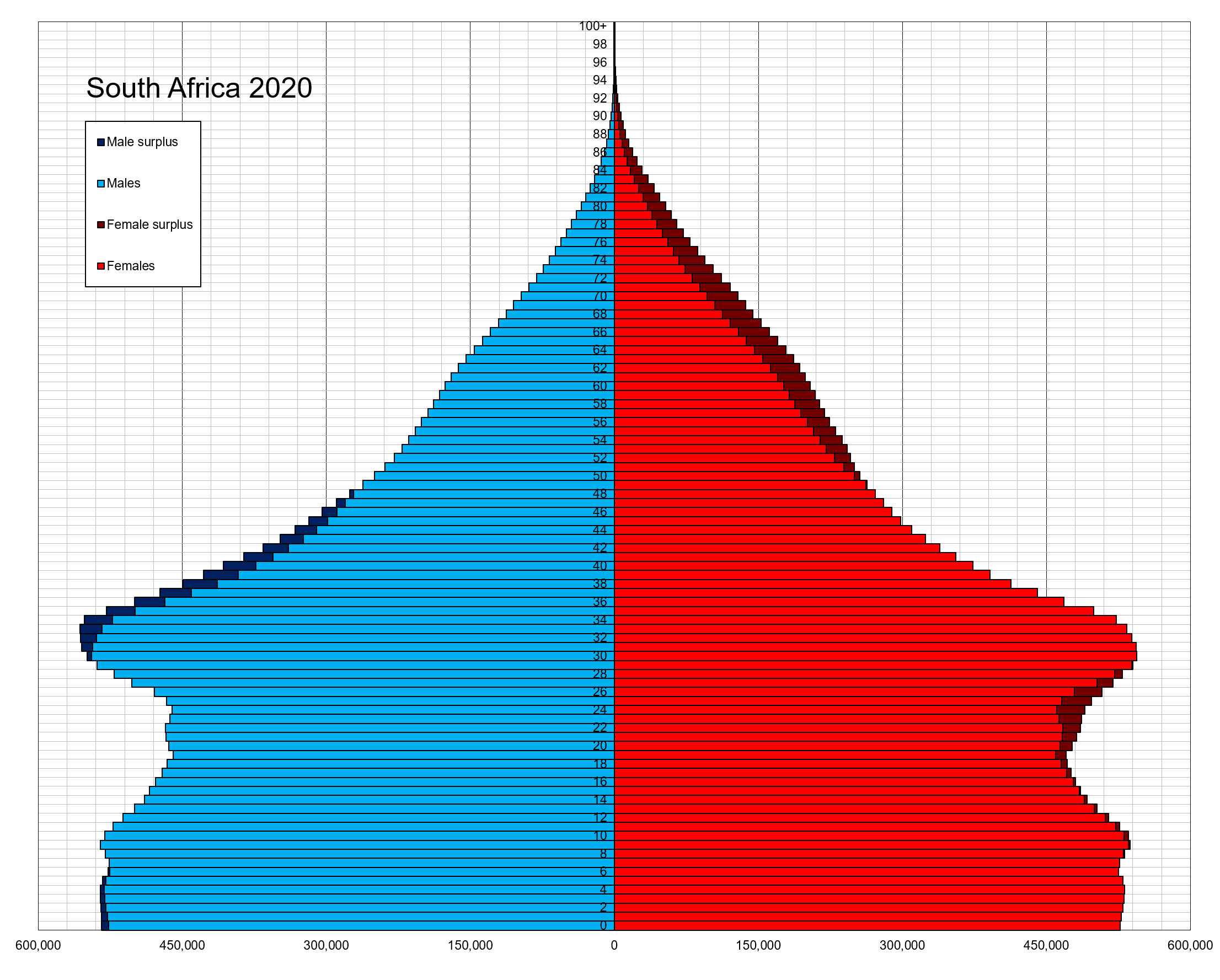
Возрастно-половая пирамида населения ЮАР на 2020 год

Население ЮАР представляет собой разнообразное сочетание людей разных рас, культур, вероисповеданий, говорящих на различных языках и имеющих различный социальный статус. ЮАР — одна из немногих стран Африки, где значительную часть населения (около 9,6 %) составляют этнические белые европейцы (африканеры и англо-африканцы), рассредоточено проживающие на территории страны со значительными концентрациями в крупнейших городах страны — Йоханнесбурге, Кейптауне, Дурбане, Претории и Гцгебехе.

## Национальный состав

Классификация населения по расовому признаку.
Чёрные
Мулаты
Азиаты
Белые
Нет преобладающей группы

Население ЮАР традиционно классифицируется по расовому, а затем по национальному признаку на следующие группы:
- Белые
- Чёрные
- Цветные (мулаты)
- Азиаты

Доля белых в ЮАР в стране достигла пика в 22 % около 1940 г, после чего она непрерывно сокращается из-за более высоких темпов роста численности чёрных.
В настоящее время численность белых оценивается в 5 млн, из которых 60 % составляют африканеры с родным языком африкаанс (потомки голландских, немецких, французских и др. европейцев), около 39 % — англо-африканцы и около 1 % — другие европейцы. Доля белых ныне составляет около 10 % (в 1990 г. 13 %). Тем не менее, доля европейцев в стране по-прежнему максимальна для стран африканского континента.
Доля негроидов по переписи 2001 составляет около 79,0 %, в том числе:
- 38,5 % — зулусы
- 27,5 % — сото
- 11,6 % — коса
- 6,6 % — шангаан, тсонга
- 6,6 % — тсвана

Помимо этого в ЮАР проживают цветные (мулаты) (8,9 % населения по переписи 2001 года), говорящие в основном на языке африкаанс и сконцентрированные на юго-западе страны. На юго-восточном побережье заметно присутствие выходцев из Азии (в основном Индии) — около 2 % населения страны. В Кейптауне заметна ещё одна группа — капские малайцы-мусульмане (0,2 млн или 6 % населения города), единственная мусульманская община страны.

## Рост населения ЮАР
Темп роста населения составляет 1,07 % в год (2024). В ЮАР высокая рождаемость (17,7 рождений на 1000) и низкая смертность (6,9 смертей на 1000). 
- 1 г. — 100 тыс. человек.
- 1500 г. — 800 тыс. человек.
- 1900 г. — 7,22 млн человек.
- 1976 г. — 26,1 млн человек.
- 1996 г. — 40,583 млн человек.
- 2001 г. — 44,82 млн человек.
- 2013 г. — 52,982 млн человек.
- 2024 г. — 60,442 млн человек.
- 2100 г. (прогноз) — 66,8 млн человек.

## Язык

Классификация населения по языковому признаку.
Африкаанс
Английский
Южный ндебеле
коса
Зулу
Северный сото
Сесото
Тсвана
Свази
Венда
Тсонга
Нет преобладающего языка

Четыре пятых населения (около 41,6 млн человек) составляют народы, говорящие на языках банту, важнейшие из которых зулу, коса и свати. Есть также бушмены и готтентоты. Среди европейских языков наиболее распространены африкаанс (близкий голландскому), который считает родным от 5 до 65 % населения страны (по различающимся оценкам) и английский (около 5—15 %), который исполняет роль лингва франка в стране.